# Martin Happe
Martin Albert Happe MAfr (* 15. November 1945 in Sendenhorst) ist ein deutscher römisch-katholischer Ordensgeistlicher und emeritierter Bischof von Nouakchott in Mauretanien.

## Leben
Der gebürtige Münsterländer Happe trat der Ordensgemeinschaft der Afrikamissionare („Weiße Väter“) bei. Nach seiner Priesterweihe am 2. Juni 1973 in der Pfarrkirche St. Martin in Sendenhorst war er als Missionar und als Priester im Bistum Mopti in Mali tätig. Zuletzt war er Apostolischer Administrator des Bistums Mopti.
Papst Johannes Paul II. ernannte Martin Happe am 10. Juli 1995 zum Bischof von Nouakchott in Mauretanien. Die Bischofsweihe spendete ihm am 1. November 1995 im St.-Paulus-Dom in Münster der Münsteraner Bischof Reinhard Lettmann; Mitkonsekratoren waren sein Amtsvorgänger in Nouakchott, Bischof Robert de Boissonneaux de Chevigny CSsp, und Jean Zerbo, Bischof von Mopti in Mali.
Im Februar 2024 nahm Papst Franziskus den altersbedingten Rücktritt Happes als Bischof von  Nouakchott an.

## Wirken
Die katholische Kirche in Mauretanien kümmert sich vor allem um sozial-caritative Projekte. Bischof Happe, der für 12 Priester und etwa 30 Ordensschwestern verantwortlich ist, hat sich die Versorgung von afrikanischen Flüchtlingen, die zum Beispiel auch in den Kirchen Mauretaniens Asyl bekommen und die Bestattung ertrunkener Boatpeople, deren Leichen an Mauretaniens Küsten angeschwemmt werden, zur Hauptaufgabe gemacht. Vehement setzt sich Happe für eine liberalere Grenzpolitik der EU ein.
Er wurde 2009 mit der Bernhard-Kleinhans-Plakette für sein soziales Engagement, seine unvoreingenommene Haltung zum Islam und sein Wirken für Migranten und deren Hinterbliebene ausgezeichnet; die Laudatio hielt Rupert Neudeck.